# موگیو
موگیو (به لاتین: Mełgiew) یک روستا در لهستان است که در گمینا موگیو واقع شده‌است. موگیو ۹۹۰ نفر جمعیت دارد.